# Played-A-Live (The Bongo Song)
Played-A-Live (The Bongo Song) è un singolo del gruppo musicale danese Safri Duo, pubblicato nel 2000.

## Descrizione
La traccia, completamente strumentale, abbandona i canoni adottati sino ad allora nella composizione di una melodia elettronica sostituendo i classici effetti sonori con una virtuosa esibizione alle percussioni (che, come suggerisce il titolo, sono dei bongo). Il brano esordisce con la cassa che aumenta velocemente il break accompagnata dai bassi delle tastiere in crescendo. L'incisione, stando al titolo della canzone, sarebbe avvenuta dal vivo, per quanto le difficoltà operative siano notevoli.
Il brano è stato poi inserito fra le tracce del settimo album Episode II, pubblicato nel 2001. Nel 2023 il duo dj tedesco Twocolors realizza un brano, che risulta essere una reinterpretazione del singolo Played A Live (The Bongo Song) in collaborazione proprio con Safri Duo e Chris De Sarandy.

## Tracce
1. Played-A-Live (The Bongo Song) (Radio Cut)
2. Played-A-Live (The Bongo Song) (Original Club Version)
3. Played-A-Live (The Bongo Song) (Spanish Fly Remix)
4. Played-A-Live (The Bongo Song) (DJ Tandu Mix)
5. Played-A-Live (The Bongo Song) (Nick Sentience Mix)
6. Played-A-Live (The Bongo Song) (Serious Mix)